# Taiwanathous
Taiwanathous is een geslacht van kevers uit de familie  
kniptorren (Elateridae).
Het geslacht is voor het eerst wetenschappelijk beschreven in 1930 door Miwa.

## Soorten
Het geslacht omvat de volgende soort:
- Taiwanathous arisanus Miwa, 1930